# Circondario di Quedlinburg
Il circondario di Quedlinburg (in tedesco Landkreis Quedlinburg) era un circondario della Sassonia-Anhalt di 72.011 abitanti, che aveva come capoluogo Quedlinburg.
Già circondario durante la DDR, venne mantenuto tale anche dopo l'unificazione. Il 1º luglio 1994 ha subito un ampliamento territoriale, raccogliendo parte del territorio dei circondari di Aschersleben e Wernigerode. Il 1º luglio 2007 è stato poi unito con i circondari di Halberstadt e Wernigerode, a formare il nuovo circondario dello Harz.

## Città e comuni
(Abitanti al 31 dicembre 2006)
| Città 1. Ballenstedt (7.802) 2. Gernrode (3.897) 3. Güntersberge (916) 4. Harzgerode (4.276) 5. Quedlinburg (22.185) 6. Thale (12.432) | Comuni 1. Bad Suderode (1.858) 2. Dankerode (809) 3. Ditfurt (1.803) 4. Friedrichsbrunn (1.038) 5. Hausneindorf (819) 6. Hedersleben (1.675) 7. Heteborn (383) 8. Königerode (812) 9. Neinstedt (1.949) 10. Neudorf (676) 11. Radisleben (469) 12. Rieder (1.924) 13. Schielo (571) 14. Siptenfelde (605) 15. Straßberg (777) 16. Stecklenberg (663) 17. Weddersleben (1.072) 18. Wedderstedt (449) 19. Westerhausen (2.151) |